# Carlos de Austria (1560-1618)
Carlos de Austria (22 de noviembre de 1560) fue un noble y militar austríaco, hijo del archiduque Fernando (II) de Austria, conde del Tirol y archiduque de Austria Anterior.

## Biografía

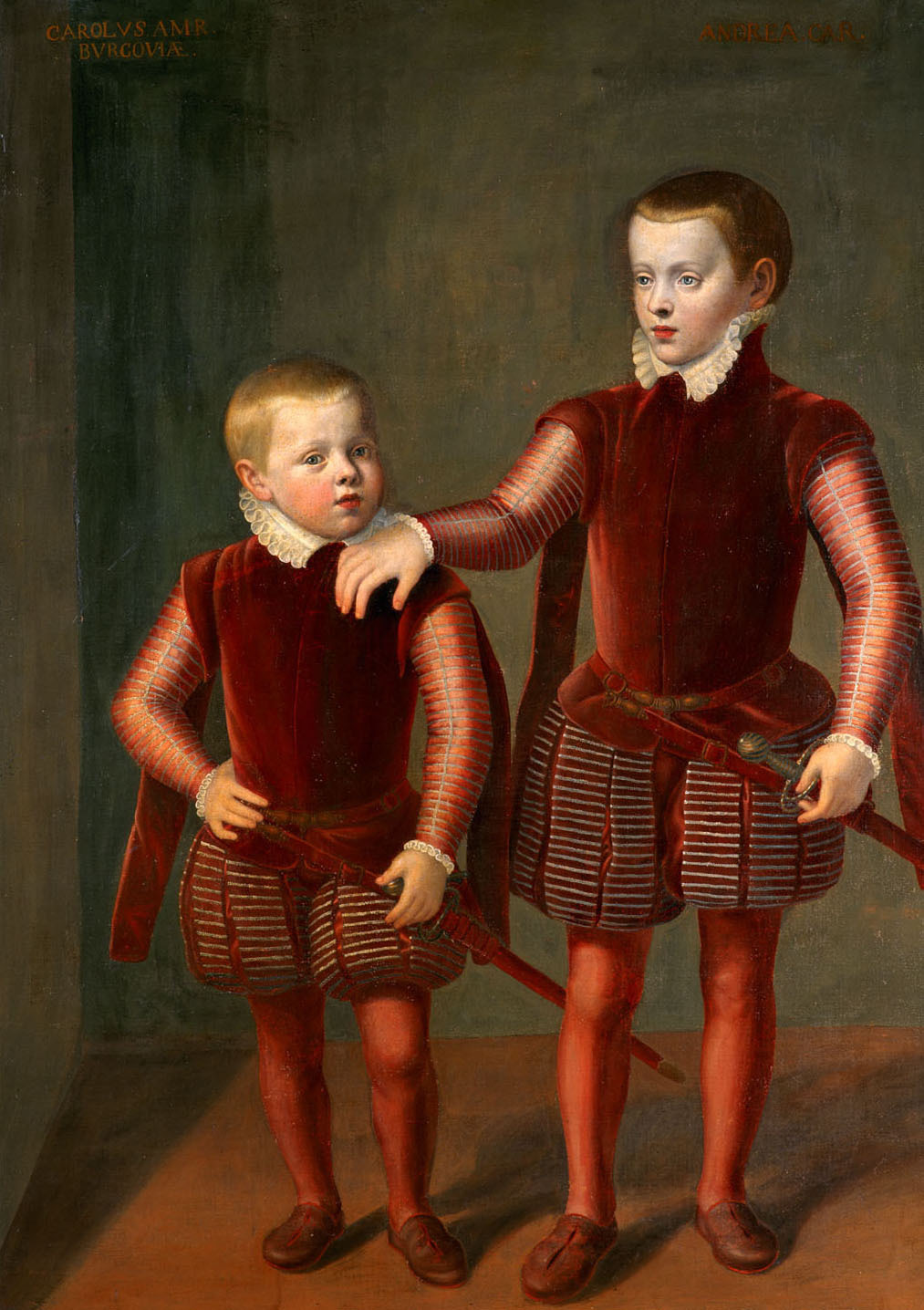
Retrato en su infancia con su hermano mayor Andrés.

Fue el segundo de los cuatro hijos del matrimonio entre el archiduque Fernando (II) de Austria, conde de Tirol y archiduque en Austria Anterior; y Philippine Welser. El matrimonio de sus padres fue considerado morganático al ser su madre miembro de una familia no soberana. El matrimonio tuvo otros hijos, antes y después del nacimiento de Carlos:
- Andrés de Austria (1558– 1600), cardenal, obispo de Constanza y Bresanona, y gobernador de los Países Bajos españoles.
- Felipe de Austria (1562 - 1563).
- María de Austria (1562 - 1563), melliza del anterior.

Tras la muerte de su abuelo el emperador Fernando I, su sucesor Maximiliano II autorizó a Carlos y sus hermanos a utilizar el apellido de Austria, sin poder suceder en los Estados de la Casa de Austria, salvo en caso de la extinción de todos sus miembros varones y habidos de matrimonio legítimo.
Su infancia transcurrió junto a sus padres y su hermano Andrés en el castillo de Ambras en Innsbruck. Carlos era especialmente conocido por su fuerza física que destacaba entre otros hombres de su misma edad.
Tras la muerte de su madre en 1580, su padre contraería segundas nupcias en 1582, esta vez no morganáticas, con la princesa Ana Catalina Gonzaga, hija de Guillermo, duque de Mantua. Fruto de este segundo matrimonio de su padre, nacerían cuatro hijo, medio hermanos de Andrés
- Marta de Austria (1582)
- Ana Leonor de Austria (1583 - 1584).
- María de Austria (1584 - 1649), monja.
- Ana de Austria (1585 – 1618), casado con su primo el emperador Matías.

Siguió una carrera militar. Participó en las Guerras de Flandes, como coronel de un regimiento alemán al servicio de su tío Felipe II de España. Después pasó a participar en las Guerras habsburgo-otomanas. En concreto, en 1592 pasó a Hungría y la zona sur de las posesiones de los Habsburgo para combatir a los turcos, consiguiendo una victoria militar en Waitzen en 1597.
El 14 de marzo de 1601 contrajo matrimonio con su prima hermana, Sibila de Cléveris. Esta princesa era hija de Guillermo V el Rico, duque de Jülich-Cléveris-Berg y de la archiduquesa María de Austria, tía paterna de Carlos. Tras su matrimonio, se establecería en el castillo de Günzburg donde tendría una importante corte como margrave de Burgau. Por aquel entonces, Gunzburgo formaba parte de Austria Anterior, zona de Austria que había sido gobernada por su padre como archiduque hasta la muerte de este en 1595.
Murió en 1618. Sería enterrado en el convento de capuchinos de Gunzburgo, siendo trasladado tras su demolición en 1806 a la iglesia de San Martín en esa localidad.

## Descendencia
No tuvo hijos de su matrimonio con Sibila de Cléveris. Tuvo distintos hijos ilegítimos con Chiara Elisa Isabella di Ferrero:
1. Ferdinand von Hohenberg (-1628)
2. Carl von Hohenberg (1586-1660/1664). Casó con el 2 de febrero de 1615 con Anna Katharina von Waltenhofen, sin descendencia. En segundas nupcias casó con Maria Jakobine von Stotzingen (1605-1635), con quien tuvo un hijo, Carl Siegmund (-1678) que tuvo descendencia legítima.
3. Anna Elisabeth, baronesa de Hohenberg (1588-1621), casada en 1607 con Pietro Francesco di Ferrero, marqués della Marmora (1580-1611).

Sus hijos varones heredarían de su padre son grandes terrenos.

### Individuales
1. 1 2  Vehse, Carl Eduard (1896). «Chapter III. Ferdinand I. Ferdinand's family. Philipinna Welser and her children».  En H. S. Nichols, ed. Memoirs of the Court and Aristocracy of Austria (en inglés) I. Londres. pp. 188-190. Consultado el 13 de diciembre de 2023.
2. ↑  Raglaudaure, Daniel de. «Karl von Hohenberg». Base Roglo (en francés).